# Monica Mæland
Monica Mæland (ur. 6 lutego 1968 w Bergen) – norweska polityk, prawniczka i działaczka samorządowa, w latach 2003–2013 burmistrz Bergen, w rządzie Erny Solnego minister handlu i przemysłu (2013–2018), minister ds. samorządu terytorialnego i modernizacji (2018–2020), minister sprawiedliwości (2020–2021).

## Życiorys
Kształciła się na Uniwersytecie w Bergen oraz na Uniwersytecie w Oslo. W 1994 na pierwszej z tych uczelni ukończyła studia prawnicze. W 1994 podjęła praktykę prawniczą. Zaangażowała się w działalność polityczną w ramach Partii Konserwatywnej. Obejmowała różne funkcje w strukturach jej młodzieżówki Unge Høyre, a później także w samej partii, w 2002 wchodząc w skład jej zarządu. Przewodniczyła też Partii Konserwatywnej w okręgu Hordaland, a w 2010 dołączyła do komitetu wykonawczego ugrupowania.
W 1999 została radną miejską w Bergen, po czym weszła w skład władzy wykonawczych miasta. W 2003 do 2013 przez dwie i pół kadencji sprawowała urząd burmistrza Bergen. W latach 2001–2005 była zastępczynią poselską w Stortingu. Była członkinią rządu Erny Solberg przez cały okres jego funkcjonowania. W październiku 2013 mianowana w nim przez króla Haralda V ministrem handlu i przemysłu. W styczniu 2018 przeszła na urząd ministra ds. samorządu terytorialnego i modernizacji. W styczniu 2020 objęła natomiast stanowisko ministra sprawiedliwości. Zakończyła urzędowanie wraz z całym gabinetem w październiku 2021.

## Odznaczenia
- Medal jubileuszowy Haralda V 1991–2016 (2016)[5]